# Matthias Thönnissen
Matthias Thönnissen (* 1977 in München) ist ein deutscher Filmregisseur,  Drehbuchautor und Filmeditor.

## Leben und Wirken
Nach einigen Jahren als Filmeditor und Dokumentarfilmregisseur, schreibt und inszeniert er seit 2010 eigene Filme und Serien. Seine Erfahrungen im Bereich des Werbefilms verarbeitet er im pseudo-dokumentarischen Fernsehfilm Twinfruit – Die Dose muss menschlich werden. Es folgen die Serie Schlafschafe für ZDFNeo, und die experimentelle Comedyserie Normaloland, die für den Grimme-Preis nominiert wird und beim Serienfestival in Cannes im internationalen Wettbewerb läuft. 2023 dreht er mit seiner Kollegin Zarah Schrade die Serie Aufgestaut, die sich mit den Klimaprotesten auseinandersetzt und ein kontroverses Medienecho auslöst. In seinen Filmen erforscht er immer wieder das Spannungsfeld zwischen Dokumentarfilm und Fiktion. Oftmals tritt er in kleinen Rollen als Schauspieler auf.

## Filmografie (Auswahl)

### Filme
- 2005: Tracking the Soul
- 2011: Überflieger – Die Kunst des Skispringens
- 2012: Das Lachen ist nur aufgemalt
- 2014: Twinfruit – Die Dose muss menschlich werden

### Serien
- 2021: Schlafschafe
- 2022: Normaloland
- 2023: Aufgestaut

## Auszeichnungen
- 2006: Mountain Culture Award – Vancouver International Mountainfilm Festival
- 2010: Winner Foreign Feature Documentary[3] – All Sports LA Film Festival
- 2022: Grimme-Preis 2022 – Nominierung für Normaloland[4]
- 2022: Canneseries Festival – Nominierung für Normaloland[5]